# Masia a la partida de Sant Bonifaci
La Masia a la partida de Sant Bonifaci és una obra de Vinaixa (Garrigues) inclosa a l'Inventari del Patrimoni Arquitectònic de Catalunya.

## Descripció
Masia situada prop de l'emita de St. Bonifaci, a la mateixa partida. És un habitatge força auster, amb un parament murari de pedra parcialment arrebossada. Els carreus són irregulars, de petites dimensions, sense treballar i disposats en filades. Les obertures són allindades, petites i rectangulars amb llindes i ampits de pedra més fosca.
Destaca el fornet annexe adossat a la cuina, ubicat a la zona dreta de l'habitatge. Exteriorment està mig derruït però el seu interior està en bones condicions. Les seves dimensions no deuen superar els 2 m.2. Sembla ser una construcció fruit d'un moment diferent. Els carreus són de majors dimensions, ben escairats i disposats en filades. Interiorment els carreus estan disposats en semicercle amb una volta de maó.